# Kvitkove (Velîkîi Trosteaneț), Poltava
Kvitkove (în ucraineană Квіткове) este un sat în comuna Velîkîi Trosteaneț din raionul Poltava, regiunea Poltava, Ucraina.

## Demografie
Componența lingvistică a localității Kvitkove
     Ucraineană (100%)
Conform recensământului din 2001, toată populația localității Kvitkove era vorbitoare de ucraineană (100%).